# Si J'osais/Laurence
Si J'osais/Laurence è il 2° singolo discografico di Adamo pubblicato in Belgio nel 1961. Con il brano Si J'osais Adamo vinse un concorso indetto da una ditta di detersivi.

## Tracce
1. Si J'osais (Salvatore Adamo, Aimable Donfut, Nico Gomez)
2. Laurence (Salvatore Adamo, Aimable Donfut, Nico Gomez)